# Football Manager 2020
Football Manager 2020 é um jogo eletrônico de simulação e gerenciamento de futebol desenvolvido pela Sports Interactive e publicado pela Sega. Ele foi lançado mundialmente em 19 de novembro de 2019 para Windows, macOS e Google Stadia. No mesmo dia, uma versão projetada para celulares, intitulada Football Manager 2020 Mobile, foi lançada para iOS e Android, ao lado da versão Football Manager 2020 Touch, projetada para tablets. A versão Touch também foi lançada para Nintendo Switch em 10 de dezembro de mesmo ano.

## Jogabilidade
Football Manager 2020 apresenta uma jogabilidade semelhante à do resto da série Football Manager. O jogo consiste em assumir o comando de um time de futebol profissional (o jogo também inclui times semiprofissionais, amadores e internacionais) como treinador do time. É possível assinar contratos com jogadores de futebol, gerenciar as finanças do clube e dar instruções aos jogadores. A série Football Manager é uma simulação de gerenciamento do mundo real, com o jogador sendo avaliado em vários fatores pelos proprietários e pela diretoria do clube, que são controlados por inteligência artificial.

## Lançamento
Em junho de 2019, foi anunciado que Football Manager 2020 seria um título de lançamento da plataforma de jogo em nuvem Google Stadia. Em 27 de agosto de 2019, a Sports Interactive lançou um trailer revelando a data de lançamento de jogo. Em 2 de outubro, a empresa publicou outro trailer, revelando novas adições à jogabilidade. Em 6 de dezembro, a data de lançamento da versão para Nintendo Switch foi anunciada.
Football Manager 2020 foi lançado para Windows, macOS e Google Stadia em 19 de novembro de 2018. Football Manager 2020 Touch, uma versão projetada para tablets e dispositivos móveis, foi lançada também em 2 de novembro para Windows, macOS, iOS e Android. No mesmo dia, Football Manager 2020 Mobile, uma versão projetada para celulares, foi lançada para iOS e Android. A versão Touch foi portada para Nintendo Switch e lançada mundialmente em 10 de dezembro de 2019.

## Recepção
Football Manager 2020 para Windows foi recebido de forma "geralmente favorável" e Football Manager 2020 Touch para Nintendo Switch foi recebido de forma "mista ou moderada" pela crítica especializada, de acordo com o agregador de críticas Metacritic.
A PC Gamer elogiou o escopo do jogo e o potencial da jogabilidade, escrevendo que "há espaço para jogar por inúmeras temporadas e ainda assim enfrentar novos desafios, e o novo sistema do Centro de Desenvolvimento torna a construção para o futuro mais atraente do que nunca." A IGN escreveu positivamente sobre a maior acessibilidade do jogo em comparação com as versões anteriores, afirmando que "agora há uma gratificação real em ser um jogador de meio de tabela, e entrar em Football Manager 2020 como um novato é uma ideia mais realista do que antes." Dave James, da PCGamesN, considerou o jogo muito viciante, dizendo: "Parece uma atualização iterativa como qualquer outro jogo de FM, mas a sutileza adicional do novo mecanismo de partidas e a profundidade extra da dinâmica e do desenvolvimento da equipe do clube fazem desta a melhor versão do jogo até hoje." A GamesRadar+ elogiou o jogo pelo Modo Visão do Clube e pelo Centro de Desenvolvimento, ao mesmo tempo em que o criticou por suas conferências de imprensa ruins e pela IA inconsistente dos atacantes.

### Vendas
Até 31 de março de 2020, mais de 3 milhões de cópias de Football Manager 2020 haviam sido vendidas, incluindo todas as versões em todas as plataformas.